# Motylewo (województwo lubuskie)
Motylewo (do 1945 niem. Friedrichsberg) – wieś w Polsce położona w województwie lubuskim, w powiecie gorzowskim, w gminie Bogdaniec. Według danych z 2011 r. liczyła 192 mieszkańców.
W latach 1975–1998 miejscowość należała administracyjnie do województwa gorzowskiego.

## Położenie
Zgodnie z podziałem fizycznogeograficznym Polski według Kondrackiego teren, na którym położone jest Motylewo należy do prowincji Niziny Środkowoeuropejskiej, podprowincji Pojezierza Południowobałtyckiego, makroregionu Pradolina Toruńsko-Eberswaldzka oraz w końcowej klasyfikacji do mezoregionu Kotlina Gorzowska.
Miejscowość położona jest 13 km na południowy zachód od Gorzowa Wielkopolskiego. Posiada układ ulicówki.

## Demografia
Ludność w ostatnich 3 stuleciach:

## Historia
- Kultura łużycka – na terenie Motylewa istniała osada; w 2014 r. podczas badań archeologicznych odkryto dwa piece garncarskie ze znajdującymi się w nich naczyniami, których wiek szacowany jest na około 3 tys. lat[8]
- 1725 – Motylewo zostaje założone jako folwark, przysiółek domeny mironickiej[9]
- 1746/47 – przysiółek-folwark zamieszkuje 18 rodzin
- 1750 – Motylewo zostaje przekształcone w kolonię domeny mironickiej
- 1801 – kolonię zamieszkuje 187 osób (28 gospodarstw), w tym 18 kolonistów, 3 budników (chłopów małorolnych), 12 komorników (chłopów bezrolnych); we wsi jest karczma[4].
- 1861/62 – zbudowano kościół neogotycki z nietynkowanej cegły, filialny parafii w Stanowicach
- 1960 – kościół zostaje rozebrany

## Nazwa
Friedrichsberg 1746-1750; Colonie Friedrichsberg 1822; Friedrichsberg 1944; Motylewo 1947.
Niemiecka nazwa została nadana od imienia króla Fryderyka II + -berg.

## Administracja
Miejscowość jest siedzibą sołectwa Motylewo.

## Architektura
Cmentarz ewangelicki, powierzchnia ok. 0,5 ha.

## Edukacja i nauka
Uczniowie uczęszczają do szkoły podstawowej i gimnazjum w Bogdańcu. 

## Religia
Miejscowość należy do parafii rzymskokatolickiej św. Jana Chrzciciela w Bogdańcu

## Sport i rekreacja
KS „Motyl” Motylewo. Założycielem klubu sportowego "Motyl" Motylewo był Tomasz Towalski. Klub sportowy, został rozwiązany w 2007 roku. 

## Gospodarka
W 2013 r. liczba zarejestrowanych podmiotów gospodarczych wyniosła 20, z czego 16 to osoby fizyczne prowadzące działalność gospodarczą, 4 spółki handlowe i 3 spółki handlowe z udziałem kapitału zagranicznego:
| Dział                                      | Ilość |
| ------------------------------------------ | ----- |
| rolnictwo, leśnictwo, łowiectwo i rybactwo | 2     |
| przemysł i budownictwo                     | 3     |
| pozostała działalność                      | 15    |